# Марван I
Марван ибн ал Хакам Абу ал-'Ас ибн Умаја (28. март 623 – 7. мај 685) (арап. مروان بن الحكم بن ابو العاص بن أمية), припадник асхаба и четврти халифа Омејада, и рођак Османа ибн Афана, који је преузео владавину династије након Муавије II који је абдицирао 684. године. Марванов долазак на власт је изазвао промену у наследној линији династије Омејада са наследника Абу Суфијана на наследнике Хакама ибн Ва'ила („Марваниди”); обојица су били унуци Омејада, по коме је династија и добила назив. Хакам је такође био и стриц Османа ибн Афана.

## Биографија
Током „Битке камиле” Марван ибн ал Хакам јенаводно устрелио свог генерала Талху у бутину, што је резултовало његовом смрћу. Марван је убио Талху из освете због његове наводне издаје трећег халифе, Османа. Био је свргнут са позиције генерала од стране Алије, али га је Муавија I поново ставио у службу. Марван је касније склоњен из града када се Абдула ибн Зубејр побунио против Језида I. Одавде је Марван отишао у Дамаск, где је проглашен халифом након абдицирања Муавије II.
Марванова кратка владавина обележена је грађанским ратом међу сиријским Арапима, као и ратом против Абдулаха ибн Зубејра, који је наставио да влада Хиџазом, Ираком, Египтом и деловима Сирије. Марван је успео да превлада у Сирији у бици код Марџ Рахита, што је осигурало опстанак нове марванидске линије омејадских халифа. Такође је успео да поново заузме Египат и Сирију, али није успео да у потпуности порази Абдулаха ибн Зубејра.